# Azienda Mobilità Aquilana
A.M.A. Spa, acronimo di Azienda Mobilità Aquilana, è un'azienda italiana che gestisce il trasporto pubblico locale, consistente nella sola rete autobus, nel territorio comunale dell'Aquila, nel comune di Fossa, nel comune di Lucoli, nella frazione di Cavalletto - comune di Ocre e nella frazione di Picenze - comune di Barisciano. Nata nel 2000 come società per azioni, il controllo sociale è al 100% nelle mani del Comune dell'Aquila.

## Storia
Il primo embrione del trasporto urbano all'Aquila fu una linea filoviaria, aperta nel 1909, gestita dall'azienda privata Chiodi & Capranica. Tale linea fu smantellata nel 1924 e sostituita da un servizio automobilistico.
La gestione privata proseguì, parallelamente all'ampliamento della rete, fino ai primi anni '70, quando il servizio venne municipalizzato e costituita l'A.S.M. (Aquilana Servizi Municipalizzati), attiva anche nel servizio della nettezza urbana locale. Nel 2000 dall'A.S.M. venne scorporata l'A.M.A., con la separazione del settore autotrasporti.

## Dati aziendali

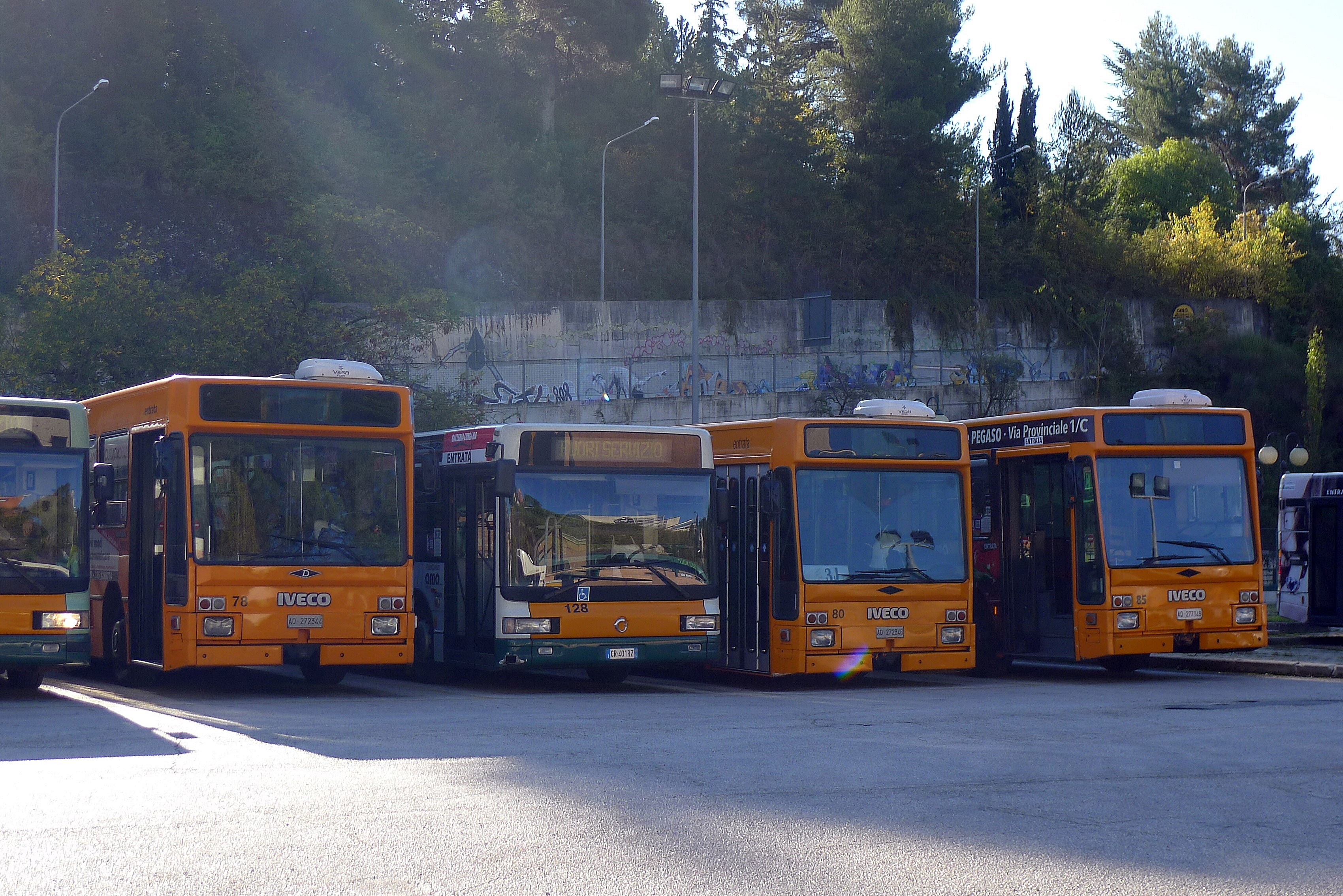
Autobus dell'AMA nel Terminal "L. Natali"

Fin dalla sua fondazione, avvenuta il 1º gennaio 2000, l'A.M.A. è società per azioni il cui socio unico è il Comune dell'Aquila. L'azienda concorda percorsi e orari delle autolinee sia con il comune, per quanto riguarda le corse interne al territorio comunale, che con la Regione Abruzzo, per quanto riguarda il servizio intercomunale.
Il bilancio 2015 si è chiuso con un attivo di € 3 286. Il parco mezzi consta di 82 veicoli aventi un'età media di 18,2 anni; di questi, il 54,8% è dotato di pedana per la salita a bordo di disabili non deambulanti.

## Servizio
Il servizio è svolto su una rete di 21 linee automobilistiche diurne, di cui la maggior parte transitanti per il Terminal "Lorenzo Natali" dove è attivo l'interscambio con le linee interurbane gestite da TUA. Esiste inoltre un collegamento meccanizzato, mediante scale mobili, tra il citato Terminal e la centralissima Piazza Duomo; tuttavia, il suo funzionamento è sospeso a tempo indeterminato.